# جمعية الصواريخ اللبنانية (فلم)
جمعية الصواريخ اللبنانية (بالإنجليزية: The Lebanese Rocket Society) هو فيلم وثائقي فرنسي لبناني من إخراج جوانا حاجي توما وخليل جريج عرض على قناة لبنان الفضائية.1

## ملخص
في الستينيات، كان لبنان الدولة العربية الأولى التي بدأت في إطلاق الصواريخ إلى سماء الأرز. بقيادة مانوج مانوجيان، أستاذ الفيزياء، ومجموعة صغيرة من الطلاب من جامعة هايكازيان تبدأ الاختبارات والانطلاقات الأولى بهدف غزو الفضاء. وسوف ينمو نطاق عملهم إلى حد أن يتصدر عناوين الأخبار ويصبح مصدرًا للفخر الوطني.
من هم هؤلاء الشباب؟لماذا توقفوا وقبل كل شيء، لماذا تم نسيان كل هذا تماما؟

## توزيع الأدوار
- مانوج مانوجيان
- جون ماركاريان
- يوسف ويهبي
- هاري كونداكجيان[الإنجليزية]
- جوزيف سفيير
- هامبار كار
- بول هايدوستيان
- الأسد جريدي
- زفر عزر
- جلالة الوزير زيد بارود
- الوزير طارق ميتري
- فواد ماتا
- هالا حداد
- يوسف حنا
- جوانا هاديتوماس
- خليل جوريج
- (جانا ويهب)

## مهرجانات
- الاختيار في مهرجان تورونتو السينمائي الدولي 2012[1]
- الاختيار الرسمي في مهرجان الدوحة تريبيكا السينمائي 2012[2]
- اختيار في سينما الواقع، قسم أراضي الأحلام، بلدان الواقع[3]

ن

## وصلات خارجية
- الموقع الرسمي

### الموارد السمعية والبصرية
| - الثقافات الأفريقية - مخصص - معهد الفيلم البريطاني - المركز الوطني للسينما والصور المتحركة | - سينماتيك كيبيك - فيلم وثائقي.fr - شجونه - ضوء | - قاعدة بيانات الأفلام - يونيفرانس - سينماتيك كيبيك - مقال عن غزو لبنان للفضاء على موقع منوج مانوجيان[وصلة مكسورة] - جمعية الصواريخ اللبنانية في بينالي ليون نسخة محفوظة 4 مارس 2016 على موقع واي باك مشين. |